# 黒い落葉/黄昏のビギン
「黒い落葉／黄昏のビギン」（くろいおちば／たそがれのビギン）は、水原弘のシングル。1959年10月に東京芝浦電気（現・東芝）の音楽事業部、東芝レコード（現・ユニバーサル ミュージック合同会社）から発売された。

## 概要
1959年、中村八大は東宝映画『青春を賭けろ』の音楽監督に名乗りを上げるが、当時ジャズ奏者から転身したばかりの中村は無名で、東宝側からオーディションとして翌日までにロカビリー音楽を10曲用意するよう要求される。中村は偶然出会った放送作家の永六輔をつかまえて、自宅マンションで一夜一昼かけて映画のメイン楽曲『黒い花びら』などの10曲作り上げ、見事音楽監督の座を射止める。その10曲の題目は明らかになっていないが、佐藤剛は、この10曲の中に黄昏のビギンが存在した可能性が高いと分析している。
「ビギン」というのは仏領マルティニクのダンス音楽で、これがパリに持ち込まれることによりジャズのスタンダードナンバー『ビギン・ザ・ビギン』が誕生した。1950年代前半のジャズブームに沸く日本でもコンサートで度々演奏され、当時ジャズバンド『ビッグ・フォー』として一世を風靡していた中村も何度も演奏した。後年中村は「女の子がショート・パンツで走り回る姿が浮かんでくる」と述べており、当時踊り子として出演していた子役の役者を指しているものと推測される。
前述のオーディションの楽曲制作は、永が10曲分の歌詞を、中村が10曲分のメロディをそれぞれ作成して、原稿を突き合わせて訂正と編曲を行う、という手順で行われた。その段階で、「たそがれ」で始まる歌詞とビギン調のメロディが組み合わさることになり、これが「黄昏のビギン」の原型になったのではないか、というのが佐藤の推理である。
1959年8月、東宝映画『青春を賭けろ』と『檻の中の野郎たち』が連続公開された。後者の作品の劇中に、ミッキー・カーチス、守屋浩、山下敬二郎が「黄昏のビギン」の原型となった曲（メロディは同じだが歌詞は一部異なり、曲名などはノンクレジット）を歌うシーンがある。これに中村が更に手を加え、同年末公開の『「黒い落葉」より　青春を吹き鳴らせ』の劇中で水原弘が歌唱した。同曲は水原のシングル「黒い落葉」のB面として発売される。
「黒い落葉」は1959年の東芝レコードの流行歌レコード売上で年間2位を記録した。同社の年間1位も同じく水原の「黒い花びら」であった。
「黄昏のビギン」は発表後しばらくの間は世間の耳目を集めるには至らなかったが、キャバレーなどのマイナーな世界では「隠れた名曲」として歌い継がれていた。川崎でスナックを経営していた大島東（坂本九の兄）の証言によれば、発売当時は客のリクエストに応じてレコードでよく流しており、A面の「黒い落葉」よりも流す頻度は高かったという。また当時多かった流しの歌手もよく同曲を披露しており、全国の大衆酒場などでは需要があったという。
1991年、ちあきなおみのカバーアルバム『すたんだーど・なんばー』に黄昏のビギンが収録されることとなり、服部隆之が編曲を担当する。中村は「このアレンジが一番好きだ」とコメントした。アルバムの先行シングルとして単独でリリースされた。同年10月から半年間、京成電鉄「スカイライナー」のCMに使用された。翌1992年6月10日、中村が没する。9月11日、ちあきの夫の郷鍈治の死をきっかけにちあきが表舞台から姿を消す。
同年10月10日公開の『死んでもいい』のワンシーンで楽曲が流れ（予告編では全編流された）、同作が映画賞を多数受賞するとともに再び楽曲が注目される。1993年には本曲をモチーフにした諸井薫の同名の小説が小説現代6月号に掲載され、12月には水原版が『君こそわが命』と両A面シングルとして再版される。
1999年にはちあき版がネスレ日本「ネスカフェ・プレジデント」のCMに起用、2003年まで4年のロングランとなる。芸能界を10年間不在にしていたちあきへの関心も相まって楽曲の知名度も上昇し、2000年2月、『かもめの街』とのカップリングで再版された。これをきっかけに様々なアーティストによるカバーがなされ、「黄昏のビギン」は文字通りのスタンダード・ナンバーになった。

## 水原弘のシングル「黒い落葉／黄昏のビギン」

### 概要
A面の「黒い落葉」は前作（「黒い花びら」）同様、作詞は永六輔、作曲は中村八大のコンビ。「黒い落葉」は水原弘の黒いシリーズの第2弾として制作された。
B面の「黄昏のビギン」は、永六輔と中村八大の共同作詞であり、中村八大が作曲している。永六輔は自身のラジオ番組で、この曲が自分の曲の中で一番好きなこと、作詞は中村が行い、自らは頼まれて名前を貸しただけであることを明かしている。「黒い落葉」をモチーフとして、日活が和田浩治＆岡田真澄主演で『「黒い落葉」より 青春を吹き鳴らせ』という題名で映画化した。この映画には水原自身も出演し、劇中で「黒い花びら」、「黒い落葉」、そして「黄昏のビギン」の3曲を歌唱している。
「黄昏のビギン」は、後にちあきなおみを始めとして、多くの歌手によってカバーされている（後述）。

### 収録曲
（全作曲・編曲：中村八大）
1. 黒い落葉
作詞：永六輔
2. 黄昏のビギン
作詞：永六輔・中村八大

## ちあきなおみのシングル「黄昏のビギン」
「黄昏のビギン」は、1991年6月21日に発売されたちあきなおみのシングル。テイチクレコード（現・テイチクエンタテイメント）から発売された。

### 概要
1991年7月21日発売のカバーアルバム『すたんだーと・なんばー』から先行して本楽曲がシングルカットされた。
1991年に京成電鉄の「スカイライナー」、1999年から2003年に4期連続でネスレ日本の「ネスカフェ・プレジデント」、2011年にトヨタ自動車の「ReBORN DRIVE FOR TOHOKU」と、数多くのCMで使用された。
2000年にはちあきの作品の「かもめの街」と「黄昏のビギン」がカップリングで収録されたバージョンが発売され、オリコンチャートで週間86位にランクインした。
また、1991年盤のカップリングに収録された「黒い花びら」も同じく水原弘のカバーである。

### 収録曲

#### 1991年発売盤
（全作詞：永六輔、作曲：中村八大）
1. 黄昏のビギン
編曲：服部隆之
2. 黒い花びら
編曲：倉田信雄

#### 2000年発売盤
1. かもめの街
作詞：ちあき哲也、作曲：杉本真人、編曲：倉田信雄
2. 黄昏のビギン
作詞：永六輔、作曲：中村八大、編曲：服部隆之

## その他のカバー
黄昏のビギン
- 島津ゆたか - シングルとして発売。
- さだまさし - 2001年発売のアルバム『さだまさし 永六輔・中村八大を歌う』に収録。
- 中森明菜 - 2002年発売のアルバム『-ZEROalbum- 歌姫2』に収録。
- 和幸 - 2007年発売のアルバム『和幸:ゴールデン・ヒッツ』に収録。
- 稲垣潤一 with 島健 - 2008年発売のシングル『悲しみがとまらない』に収録。
- 岩崎宏美 - 2010年発売のアルバム『Dear Friends V』に収録。

大江千里のピアノ演奏に乗せてカバーした。
- 鈴木雅之 - 2010年発売のアルバム『MASAYUKI SUZUKI 30TH ANNIVERSARY LIVE THE ROOTS〜could be the night〜』に収録。
- 秋元順子 - 2013年発売のカバーアルバム『Dear Songs ～夢をつないで～』に収録。
- Sumire - 2013年、シングルとして発売。
- 薬師丸ひろ子 - 2013年発売のアルバム『時の扉』に収録。
- 吉幾三 - 2014年発売のカバーアルバム『あの頃の青春を詩う vol.2』に収録。
- 川上大輔 - 2014年発売のアルバム『パシオン ～言葉に出来ない男です～』に収録。
- 高岡早紀  - 2014年発売のアルバム 『Sings-Bedtime stories』に収録。
- 大竹しのぶ  - 2014年発売のアルバム 『歌心　恋心』に収録。
- 髙橋真梨子 - 2015年発売のカバーアルバム『ClaChic -クラシック-』に収録。
- 蘭華 - アルバム『昭和を詠う〜大切なものへ〜』（2011年10月19日発売。BELLWOOD RECORDS BZCS-1083。編曲：綾部健三郎）収録。
- 井上陽水 - 2015年発売のカバーアルバム『UNITED COVER 2』に収録。
- 島津亜矢 - 2015年発売のカバーアルバム『SINGER 3』に収録。
- 安奈淳 - 2016年発売のアルバム『麗人REIJIN -Season 2』に収録[16]。
- パク・ジュニョン - 2016年発売のアルバム『さよならは言わせない』に収録。
- ケイ・グラント - 2016年発売のアルバムに『星の輝く夜だから（ピアノver.）』『朝に（ピアノver.）』とともに収録。
- 柴咲コウ - 2016年発売のカバーアルバム『続こううたう』に収録[17]。
- PUSHIM - 2016年発売のカバーアルバム『THE ノスタルジックス』に収録[18]。
- 純名里沙 - 2018年発売のアルバム『う・た・が・た・り』に収録。
- 市川由紀乃 - 2019年発売のアルバム『唄女III 〜昭和歌謡コレクション&阿久悠作品集』に収録。
- Baby Boo - 2019年発売のアルバム『花が咲く日は』に収録。
- 三山ひろし - 2019年発売のアルバム『歌い継ぐ!昭和の流行歌 X』に収録。
- 大橋純子 - 2019年発売のアルバム『Terra3〜歌は時を越えて〜』に収録。
- 柴田淳 - 2019年発売のカバーアルバム『おはこ』に収録。
- 西田あい - 2019年発売のカバーアルバム『アイランド・ソングス　～私の好きな愛の唄～』に収録。
- 半﨑美子 - 2020年発売のカバーアルバム『うた弁 COVER』に収録。
- 渡辺美里 - 2021年発売のカバーアルバム『うたの木　彼のすきな歌』に収録。
- 梅谷心愛 - 2024年発売のカバーアルバム『心愛のうた～昭和歌謡名曲セレクション～』に収録。